# General Electric YJ93

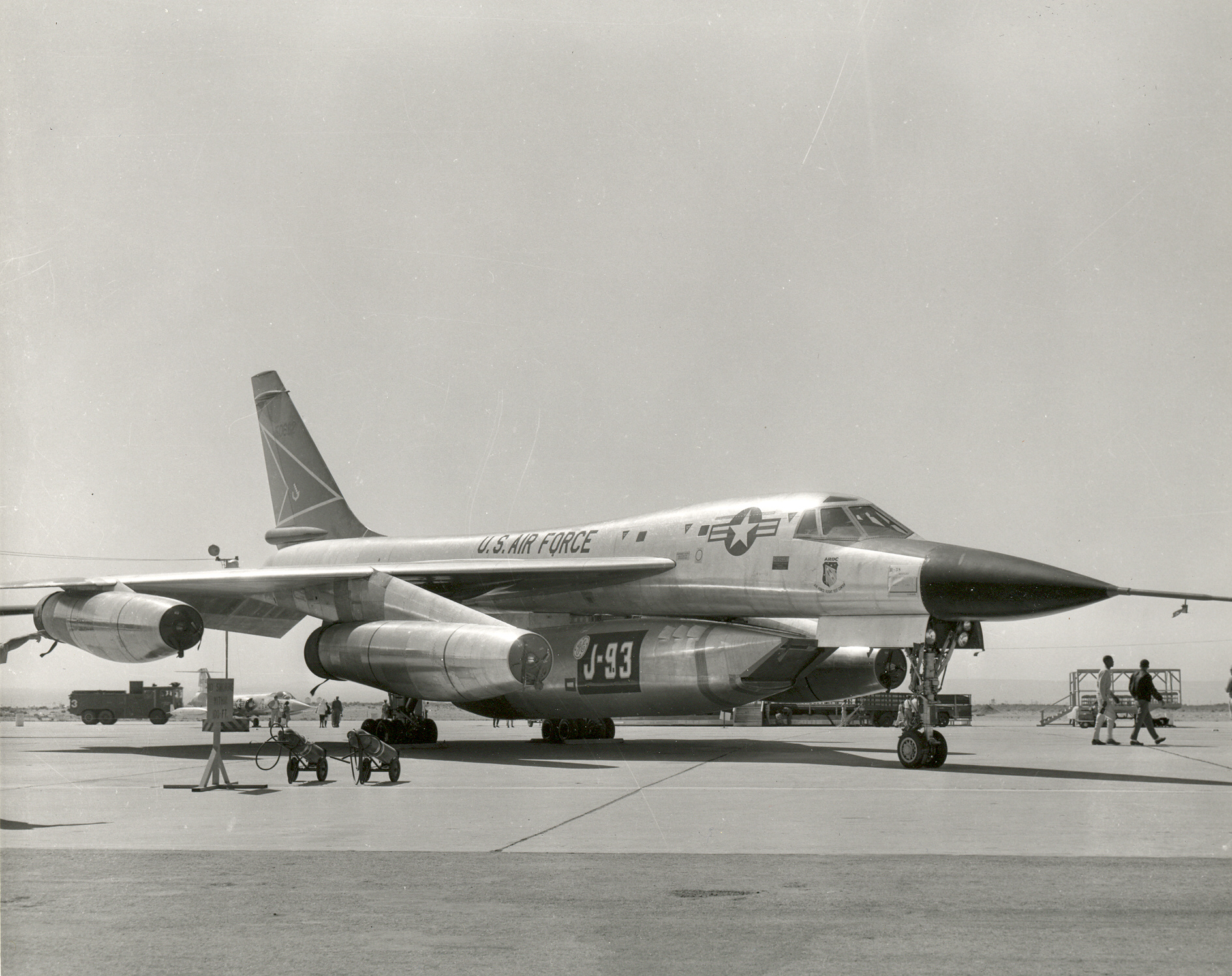
Un Convair B-58 Hustler appositamente modificato con un GE J93 installato sotto la fusoliera per i test in volo

Il General Electric YJ93 era un motore aeronautico turbogetto progettato dalla General Electric alla fine degli anni cinquanta per essere installato sui due prototipi del bombardiere North American XB-70 Valkyrie e sul mai costruito caccia intercettore North American XF-108 Rapier.

## Storia

### Sviluppo
L'YJ93 iniziò ad essere studiato sotto il nome di General Electric X275, una versione maggiorata del turbogetto General Electric J79. Quando tra le specifiche di progetto venne aggiunto il requisito di una velocità di crociera prossima a Mach 3, il nome venne cambiato in YJ93.
Quando, nel 1955, il progetto che avrebbe dato vita all'XB-70 Valkyrie era in fase di studio preliminare (all'epoca noto come Weapon System 110A), si pensava che solo una particolare classe di combustibili ad alta energia (zip fuel) fossero in grado di spingere il velivolo a velocità così elevate nonostante i grossi problemi di erosione uniti all'alto costo e alla pericolosità di questo tipo di combustibile. Nel 1958 venne stabilito di abbandonare questi combustibili per più convenzionali idrocarburi (nella fattispecie il JP-6, una variante di JP-5 appositamente studiata per questo motore) ed il progetto cambiò definitivamente nome da J93-GE-5 a J93-GE-3.
Il 23 settembre del 1959 il programma relativo al caccia intercettore che avrebbe dovuto fornire una scorta all'XB-70 e condividerne il motore e la cellula di sopravvivenza (lo XF-108) venne cancellato.
Per la fase di certificazione venne utilizzato un Convair B-58 Hustler modificato (denominato NB-58A) come banco prova volante.

### Tecnica
Il motore deriva sostanzialmente dal J79 da cui si discosta per un incremento del 15% nelle dimensioni, del 40% nel peso e del 100% nella spinta. Il postbruciatore era collegato ad un ugello convergente-divergente. Il compressore a flusso assiale (collegato da un albero a due stadi di turbina) aveva un moderato rapporto di compressione, grazie alla compressione dinamica nella presa d'aria a geometria variabile ottenuta alle alte velocità di crociera.
Per questo motore vennero introdotti dei sistemi di controllo sia per la gestione della geometria della presa d'aria (progettata dalla Hamilton Sundstrand) che del motore stesso, consentendogli di operare in maniera ottimale ad altitudini superiori a 70 000 piedi ed in un vasto campo di velocità supersoniche. Un sistema di controllo idromeccanico regolava simultaneamente la quantità di combustibile e l'angolo di calettamento degli statori mentre altre unità erano dedicate alla geometria dell'ugello di scarico e alla gestione del carburante del postbruciatore.
I sei motori General Electric YJ93 installati sull'XB-70 Valkyrie erano in grado di fornire un rapporto spinta peso di 5:1, consentendo all'aeroplano di raggiungere una velocità di Mach 3.08 a 70 000 piedi (21 300 metri) di altitudine.